# 마다가스카르문둥이박쥐
마다가스카르문둥이박쥐(Neoromicia matroka)는 애기박쥐과에 속하는 박쥐의 일종이다. 마다가스카르섬에서만 발견된다. 말라가시박쥐라고도 한다.

## 특징
작은 박쥐로 전체 몸길이가 74~90mm이고 전완장이 29~35mm, 꼬리 길이가 28~36mm이다. 정강이뼈 길이는 11~14mm, 귀 길이는 10~14mm이고 몸무게는 최대 9g이다. 털은 부드럽고 무성하다. 등 쪽은 짙은 갈색이지만 배 쪽은 회색빛 갈색이다. 귀는 삼각형 모양이고 끝이 둥글다.

## 생태
건물에 은신한다. 먹이는 곤충이고 주로 딱정벌레를 먹지만 드물게 벌과 나비, 날도래, 매미 등을 먹기도 한다.

## 분포 및 서식지
해발 970m와 1,300m 사이의 마다가스카르섬 중부 고지대 동부 지역에 제한적으로 분포한다. 서식지는 열대 우림 지역이지만 농경지와 사람 거주지에서도 보고되고 있다.